# 川地民夫
川地 民夫（かわち たみお、1938年〈昭和13年〉7月21日 - 2018年〈平成30年〉2月10日）は、日本の俳優。神奈川県逗子市出身。本名は河地猛。

## 来歴・人物
1938年、神奈川県逗子市に生まれる。逗子開成高等学校卒業、関東学院大学工学部中退。
大学1年の頃に逗子の家の隣に石原裕次郎が住んでいたのが縁で裕次郎の勧めもあり日活に入社する。1958年、『陽のあたる坂道』でデビュー。小林旭、沢本忠雄と「三悪トリオ」として売り出し、アクション物、青春物に次々と主演する。その後、脇役に転じてから独特の個性に磨きがかかり、特に1963年の『野獣の青春』以来、鈴木清順監督に重用された。
日活退社後は、東映への出演が多く、特に1971年から9本作られた『まむしの兄弟』シリーズで見せたユーモラスな演技は、大いに人気を博した。
1980年代、当時の妻のがん闘病と死去の悲しみ、川地自身の脊椎の怪我や胃潰瘍等に1990年代初頭まで苦しめられるなど自身の健康上の問題で苦労していた時期もあったが、これらを克服し仕事に復帰していた。
私生活では、3度の結婚（離婚と死別を各1度）、また事実婚とその破局を1度経験している。
- 共演者として交際があった女優中原早苗と事実婚状態となるも未入籍のまま早期に破局。これは公私にわたるよき友人であった菅原文太と飲み歩きで家をあけることが度重なった結果中原との関係が拙くなり関係解消に至ったと『いつみても波瀾万丈』内で紹介された。
- 中原との破局後一般人女性と初婚、女児を2人もうけるも結婚生活は7年で破局。
- 再婚相手は宝塚歌劇団卒業生の麻生薫。川地のいきつけの飲食店を運営していたのが麻生の母で、折りしも東京公演のため上京の合間をぬって母の店を手伝っていた麻生と知り合う。

1974年、麻生がこの年限りでの宝塚退団を決意した際、麻生の退団後の進路が未定だったこと、また川地の人柄に信頼をおいていた麻生の母から娘を貰ってくれないかの旨懇願され結婚を決意、退団翌年の1975年1月挙式。
しかし1984年、麻生が卵巣がんを発症し、1988年10月13日、麻生と死別。
- その後は長く独身を通していたが、その後知り合った日本・フランス系アメリカのハーフの一般人女性[3][出典無効]と2001年に再々婚した。

2018年2月10日午後4時59分、脳梗塞のため神奈川県横須賀市内の病院で死去。79歳没。2週間前の1月に逗子市内の自宅で倒れた後はそのまま一度も意識が戻ることなく、夫人や親友に見守られて苦しむことなく眠るように息を引き取った。

## エピソード
殿山泰司が逗子でチンピラにたかられ、殿山が日活に撮影に行ったら、その時のチンピラ川地が「今度、役者になったんだ」と言ったという。

## 出演
※「 - 」は役名

### 映画
- 陽のあたる坂道（1958年、日活） - 高木民夫
- 血と愛の出発（1958年、日活）- 南条靖　芦川いづみと共演
- 風速40米（1958年、日活）- 根津四郎
- 明日を賭ける男（1958年、日活）- 白藤薫　浅丘ルリ子・中原早苗と共演
- 太陽をぶち落とせ（1958年、日活）- 大須賀吾郎　主役　南田洋子と共演
- 俺らは流しの人気者（1958年、日活）- 河野民雄
- 大阪の風（1958年、日活）- 大川次郎
- 若い川の流れに（1959年、日活）- 北岡安男
- 実いまだ青し（1959年、日活）- 花巻竜司　主役
- 嵐を呼ぶ友情（1959年、日活）- 川添健二
- 若い傾斜 (1959年、日活)　- 川瀬康夫　主役
- 傷つける野獣（1959年、日活）- 笠原利一　主役
- 非情手配（1959年、日活）-松浦進
- 拳銃0号（1959年、日活）- 義雄
- 海から来た流れ者（1959年、日活）- 三浦修
- 海は狂っている（1959年、日活）- 牧夫　主役　清水まゆみと共演
- 男が命を賭ける時（1959年、日活）- 谷口雅夫
- 海底から来た女（1959年、日活） - 敏夫　主役　筑波久子と共演
- 天と地を駆ける男（1959年、日活）- 舟木重夫
- 男なら夢をみろ（1959年、日活）- 小谷三郎
- 昼下りの暴力（1959年、日活）- 永山二郎　主役　稲垣美穂子と共演
- 雑草のような命（1960年、日活）- 朝野純一
- すべてが狂ってる（英語版）（1960年、日活）- 杉田次郎
- 雨に咲く花（1960年、日活）- 河原修吉　主役
- 闇に光る眼（1960年、日活）- 庄司繁夫
- 渡り鳥いつまた帰る（1960年、日活）- 奥山庄造
- 僕は泣いちっち（1960年、日活）- 古賀二郎　主役
- 俺は流れ星（1960年、日活）- 沢健次
- 小雨の夜に散った恋（1960年、日活）- 佐伯茂
- 狂熱の季節（英語版）（1960年、日活）- 明　主役
- 少女（1961年、日活）- 八代由造　笹森礼子と共演
- 破れかぶれ（1961年、日活）- 佐々木光夫　主役
- 処刑前夜（1961年、日活) - 高村勇
- 生きていた野良犬（1961年、日活）- 春夫
- 胸の中の火（1961年、日活）- 宮本
- 青い芽の素顔（1961年、日活）- 高山誠　吉永小百合と共演
- 北上夜曲（1961年、日活）- 白戸敬介　松原智恵子と共演
- 青い狩人（1961年、日活）- 河村
- 太陽は狂ってる（1961年、日活）- 恒
- 都会の魔窟 (1961年、日活)　- 三村隆次
- 波止場気質（1961年、日活）- 岩佐英次　主役
- ずらり俺たちゃ用心棒（1961年、日活）- 戸田新吉
- 花の才月(1962年、日活) - 山川元亨　田代みどりと共演
- 太陽のように明るく(1962年、日活) - 健一　主役
- ハイティーンやくざ(1962年、日活)　- 吉野次郎　主役
- 憎いあンちくしょう（1962年、日活） - 尾崎宏
- 泣くんじゃないぜ(1962年、日活) - 大森信次
- 横を向いた青春(1962年、日活) - 進
- 地獄の夜は真紅だぜ(1962年、日活) - 尾崎和彦
- 俺に賭けた奴ら(1962年、日活) - 吉田健次郎
- 歌う暴れん坊(1962年、日活) - 駒形鉄治
- 探偵事務所23　くたばれ悪党ども (1963年、日活)  - 真辺
- 都会の奔流 (1963年、日活) - 高村
- 何か面白いことないか (1963年、日活) - 吉岡健司
- 野獣の青春（1963年、日活） - 野本秀夫
- 結婚の条件 (1963年、日活)  - 石井鏡一
- 午前零時の出獄 (1963年、日活)  - 芝田定次郎
- 丘は花ざかり (1963年、日活) - 野崎正也
- 狼の王子 (1963年、日活) - 立花銀次
- 示談屋 (1963年、日活) - 笠松茂
- 赤いハンカチ（1964年、日活） - 清次
- 花と怒涛 (1964年、日活) - 吉村健二
- 黒い太陽（英語版）（1964年、日活）‐ 明　主役
- 河内ぞろ どけち虫（1964年、日活）- 大西多度吉
- 河内ぞろ 喧嘩軍鶏 (1964年、日活) - 大西多度吉
- こんにちは赤ちゃん（1964年、日活） - 谷村利夫
- 風と樹と空と（1964年、日活） - 安川三郎  ※吉永小百合、十朱幸代、山本陽子、大楠道代（当時・安田道代）の四大女優と共演
- 拳銃残酷物語（英語版）（1964年）- 滝沢
- 春婦伝（1965年、日活） - 三上真吉　野川由美子と共演
- さすらいは俺の運命（1965年、日活）- 政
- 河内ぞろ あばれ凧（1965年、日活）- 大西多度吉
- 処女喪失（1965年、日活）- 天野浩介
- 男の紋章 流転の掟（1965年、日活）- 直次郎
- 泣かせるぜ（1965年、日活）- レコード
- 怪盗X 首のない男（1965年、日活）- 大里浩次
- 河内カルメン（1966年、日活） - 高野誠二
- 東京流れ者（1966年、日活） - 辰造（蝮の辰）
- 大空に乾杯（1966年、日活） - 副操縦士
- 日本仁侠伝 花の渡世人（1966年、日活）- 直吉
- 私、間違っているかしら（1966年、日活）- 吉田
- 遥かなる慕情 星のフラメンコ（1966年、日活）- 渡瀬哲
- 栄光への挑戦（1966年）- 長田良
- 青春の海（1967年、日活） - 山崎宏一
- 関東も広うござんす（1967年、日活）
- 大巨獣ガッパ（1967年、日活） - 黒崎浩
- 君は恋人 (1967年、日活) - 友情出演
- 無頼より 大幹部 (1968年、日活)　- 辻川勇
- 昭和のいのち（1968年、日活）- 高原中尉
- 無頼 黒匕首 (1968年、日活)　- 志下末雄
- 娘の季節 (1968年、日活)　-  津村弘一
- 野獣を消せ（1969年、日活） - 佐土
- やくざ非情史 刑務所兄弟（1969年、日活） - 松原二郎
- 日本残侠伝（1969年、日活） - 銀流しの梅吉
- 嵐の勇者たち（1969年、日活）- 川辺
- 盛り場仁義 (1970年、日活）- 加地幸吉
- 愛の化石（1970年、日活） - 毎朝記者
- スパルタ教育くたばれ親父（1970年、日活）- 今村
- 男の世界（1971年、日活）- 船田
- まむしの兄弟シリーズ 全9作（東映）[1] 不死身の勝 
  - 懲役太郎 まむしの兄弟（1971年）
  - まむしの兄弟 お礼参り（1971年）
  - まむしの兄弟 懲役十三回（1972年）
  - まむしの兄弟 傷害恐喝十八犯（1972年）
  - まむしの兄弟 刑務所暮し四年半（1973年）
  - まむしの兄弟 恐喝三億円（1973年）
  - まむしの兄弟 二人合わせて30犯（1974年）
  - 極道VSまむし（1974年）
  - まむしと青大将（1975年）
- 必殺仕掛人（1973年、松竹） - 御座松の孫八
- 仁義なき戦い（1973年、東映） - 山守組幹部 神原精一
- 喜劇 特出しヒモ天国（1975年、東映） - 義一さん
- 新幹線大爆破（1975年、東映） - 佐藤刑事
- 暴動島根刑務所（1975年、東映） - 江口勲
- 河内のオッサンの唄（1976年、東映） - 医師
- 新宿酔いどれ番地 人斬り鉄（1977年、東映）
- 犬笛（1978年、東宝） - 佐伯
- 鉄騎兵、跳んだ（1980年、にっかつ） - 中島勝司
- 大日本帝国（1982年、東映） - 古川曹長
- 女帝（1983年、にっかつ） - 青野正平
- チ・ン・ピ・ラ（1984年、東宝） - 大谷（伊東会幹部）
- 結婚案内ミステリー（1985年、東映） - 関根政夫
- べっぴんの町（1989年、東映） - 富沢（貿易商）
- 陽炎（1991年、バンダイ・松竹）- 橋場伸吉
- ありふれた愛に関する調査（1992年、アルゴ・ピクチャーズ）- 滝村
- ザ・ギャンブラー（1992年、にっかつ=にっかつビデオ）- オナラブル
- 落陽（1992年、にっかつ、東映） - 満鉄・人事部長
- 獅子王たちの最后（1993年、東映） - 佐竹連合櫻会総本部櫻井組若頭 佐伯
- 民暴の帝王（1993年、東映） - 桜木喜一
- 秋桜（1997年、エースピクチャーズ） - 本宮校長教頭
- 修羅がゆく9 北海道進攻作戦（1999年、東映ビデオ）- 富塚組組長 富塚志郎
- ウルトラシリーズ（松竹）
  - ウルトラマンティガ THE FINAL ODYSSEY（2000年） - サワイ・ソウイチロウ
  - ウルトラマンコスモスVSウルトラマンジャスティス THE FINAL BATTLE（2003年） - オオワダ代表
  - 大決戦!超ウルトラ8兄弟（2008年） - サワイ国連事務総長 ※特別出演
- 極道三国志4 最後の博徒/血の抗争（2000年、東映ビデオ） - 沢村欣次(最後の博徒)
- 極道恐怖大劇場 牛頭 GOZU（2003年、オフィスアスク）
- 極道はクリスチャン/修羅の抗争（2004年、ナック）- 篠田組若頭 白岩伸二
- クール・ディメンション（2006年） - 津山広志議員
- 永遠のダイヤモンド（2016年、オルスタックソフト販売、F&T PRODUCE）

### テレビドラマ
- 人形佐七捕物帳（1965年、NHK）
- 雨の中に消えて（1966年、NTV / 日活） - 野崎正也
- 眠狂四郎（1967年、CX）
- ある日わたしは（1967年、NTV） - 黒木
- 三匹の侍 第5シリーズ 第20話「白い幻花」（1968年、CX） - 土屋千四郎
- あひるの学校（1968年 - 1969年、NHK）
- ゴールドアイ 第13話「超レーザー光線COZ」（1970年、NTV / 東映）
- 大岡越前（TBS / C.A.L）
  - 第1部 第18話「復讐の十手」（1970年7月13日） - 六之助
  - 第3部 第21話「人情大工裁き」（1972年11月6日） - 半太郎
- 鬼退治（1971年、NET） - 小島久男
- 水戸黄門（TBS / C.A.L）
  - 第2部 第28話「裏切り -小倉-」（1971年4月5日） - 新吉
  - 第6部 第22話「父恋し伊勢参り -伊勢-」（1975年8月25日） - 伊之吉
  - 第7部 第5話「何の因果で若旦那 -花巻-」（1976年6月21日） - お役者小僧の新助
- 銭形平次 第230話「盗まれた名画」（1970年、CX / 東映） - 源太
- 大江戸捜査網（12ch / 日活 - 三船プロ）
  - 第43話「謎の浮世絵」（1971年） - 津田
  - 第168話「殺意なき殺人」（1974年） - 小早川（椎名）新十郎
  - 第184話「前科なき殺人者」（1975年） - 文吉
  - 第247話「血塗られた兄弟の契り」（1976年） - 源次（永井源次郎）
  - 第321話「初春 雪どけを待つ女」（1978年） - 佐吉（島田左近）
  - 第385話「純愛に賭けた色事師」（1979年） - 宗吉／団九郎（二役）
- プレイガールシリーズ （12ch / 東映） 
  - プレイガール
    - 第131話「スリラー 怨みを込めて接吻を」（1971年） - 中山竜策
    - 第146話「女の武器は熱い肌」（1972年） - 斉賀
    - 第153話「寝室に銃を向けろ!」（1972年） - 高明こと警視庁・市川刑事
    - 第173話「浴室に銃を向けろ」（1972年） - 廻三郎
    - 第191話「女の任侠」（1972年） - 村田鉄五郎
    - 第196話「初笑い風俗取締り巡査」（1973年） - 畑山安夫

  - プレイガールQ
    - 第41話「放送300回記念・東京エマニエル夫人」(1975年) - クラブ・エマニエルの客(友情出演、ノンクレジット)
    - 第54話「男の弱みに強い女」（1975年) - 矢沢庸介
    - 第62話「初笑い! 裸でびっくりお色気合戦」（1976年） - 渡辺丈太郎
- 木枯し紋次郎 第11話「龍胆は夕映えに降った」（1972年、CX / C.A.L） - 瀬川の仙太郎
- 荒野の素浪人（NET / 三船プロ）
  - 第1シリーズ 第16話「暗殺 情無用の死人沢」（1972年） - 榊原平太郎
  - 第2シリーズ 第26話「隠し山地獄」（1974年） - 丈太郎
- 忍法かげろう斬り 第17話「おんなを捨てた女」（1972年、KTV / 東映） - 後藤才次郎
- キイハンター 第235話「脱獄囚バッド・ファーザー」（1972年、TBS / 東映） - 望月
- 地獄の辰 捕物控 第21話「竜神河岸に一人立つ」（1973年、NET / 東映）
- アイフル大作戦 第29話「グラマーにせ札株式会社」（1973年、TBS / 東映）
- 旗本退屈男 第4話「天下の嶮も物ならず」（1973年、NET / 東映） - 源太
- 白い牙 第3話「悪名悲歌・有光洋介」（1974年、NTV / 大映テレビ） - 風間義一
- 子連れ狼 第2部 第18話「哀燈流し」（1974年、NTV / ユニオン映画） - 小冨
- ふりむくな鶴吉 第7話「飛翔」（1974年、NHK） - 直次
- 殺さないで!（1975年、THK） - 伊丹英
- Gメン'75（TBS / 東映）
  - 第1話「エアポート捜査線」（1975年） - 朝倉警部
  - 第14話「マフィアの招待旅行」（1975年） - 柏村秀樹
  - 第59話「東京・沖縄縦断捜査網」 - 第61話「沖縄に響く痛恨の銃声」（1976年） - 安仁屋刑事
  - 第89話「警視庁拳銃盗難事件」（1977年） - 内藤
- 破れ傘刀舟 悪人狩り 第46話「鞭を振る女」（1975年、NET / 三船プロ） - 蝮の辰三
- 夜明けの刑事 第48話「花の好きな女の秘密」（1975年、TBS / 大映テレビ） - 藤波秀男
- 痛快! 河内山宗俊 第10話「鬼より怖い奴がいた」（1975年、CX / 勝プロ） - 藤助
- 非情のライセンス（NET / 東映）
  - 第2シリーズ 第63話「兇悪のデザイン」（1975年） - 樋口和男
  - 第2シリーズ 第90話「兇悪の偽装工作」（1976年） - 速見強
  - 第2シリーズ 第117話「過去」（1977年） - 山岡修治
- 大非常線（1976年、NET / 東映） - 井手竜二
- ベルサイユのトラック姐ちゃん（NET / 東映）
  - 第1話「ベルトラ姐ちゃん一番手柄」（1976年） ※特別出演
  - 第7話「恋とダイヤに御用心!」（1976年） - アキラ
- お耳役秘帳 第20話「伝馬町心中」（1976年、KTV / 歌舞伎座テレビ） - 若杉又一郎
- 同心部屋御用帳 江戸の旋風II 第22話「夕立ち女房」（1976年、CX / 東宝）
- 隠し目付参上 第25話「斬られ役団九郎 男冥利の花道か」（1976年、MBS / 三船プロ） - 宇之
- 人魚亭異聞 無法街の素浪人 第23話「さらばミスターの旦那」（1976年、NET / 三船プロ） - 榊竜之介
- 華麗なる刑事 第12話「母と子と刑事」（1977年、CX / 東宝）
- 特捜最前線（ANB / 東映）
  - 第42話「Gメン・波止場に消ゆ!」（1978年） - 北川忠夫
  - 第287話「リミット1.5秒!」（1982年） - 唐沢義明
- 太陽にほえろ! 第291話「トラック刑事」（1978年、NTV / 東宝） - 西本正二
- 大都会 PARTII 第51話「北九州コネクション」（1978年、NTV / 石原プロ） - 安岡俊次
- ポーラテレビ小説（TBS）
  - 夫婦ようそろ（1978年） - 坂入仙之助
  - マリーの桜（1980年） - 花島卓弥
- 桃太郎侍 （NTV / 東映）
  - 第123話「別れに泣いた信州路」（1979年） - 浅吉
  - 第217話「その処刑許さん!」（1980年） - 新吉
- 鉄道公安官 第21話「秋芳洞に消えた女」（1979年、ANB / 東映） - 唐沢
- ザ・スーパーガール 第25話「さらば女豹 女がすべてを賭ける時」（1979年、12ch / 東映） - 西城（ケン・オザワ）
- 江戸の激斗 第18話「復讐の狼」（1979年、CX / 東宝） - 伊佐次
- そば屋梅吉捕物帳 第13話「涙雨殺し人別帳」（1979年、12ch / 国際放映） - 白戸の佐平次
- 日本名作怪談劇場 第8話「怪談 夜泣き沼」（1979年、12ch / 歌舞伎座テレビ室） - 木幡小平次
- 騎馬奉行 第26話「新しき旅立ち」（1980年、KTV / 東映）
- ライオン奥様劇場 /  徳川の女たち（1980年、CX / 東映） - 徳川家斉
- 走れ! 熱血刑事 第26話「追撃・マニラコネクション」（1981年、ANB / 勝プロ） - タケダ
- 江戸の朝焼け 第18話「あいつの女」（1981年、フジテレビ） - 与三郎
- プロハンター 第20話「ローマで起こった不思議な出来事」（1981年、NTV / セントラル・アーツ）
- 吉宗評判記 暴れん坊将軍 第149話「偽りの絆が廻す夫婦独楽」（1981年、ANB / 東映） - 巳之助
- 傑作推理劇場 / 松本清張の百円硬貨（1981年、ANB / 東映）
- 土曜ワイド劇場（ANB）
  - 三毛猫ホームズの怪談 赤猫は死を招く（1981年、東映）
  - 下町女占い師 清香姐さんの人情事件簿（1995年、ABC / C.A.L.）
- 遠山の金さん（ANB / 東映） ※高橋英樹版
  - 第6話「三年かかって帰った男」（1982年）
  - 第45話「十年間寝られなかった男」（1983年）
- 源九郎旅日記 葵の暴れん坊 第6話「駿府茶どころ父子みち」（1982年、ANB / 東映） - 安次
- 漂流家族（1983年、THK）
- 月曜ワイド劇場 / 妻たちの離陸 ある日突然夫への離婚宣言（1984年、ANB）
- 母ちゃんの牧場（1984年、THK）
- 火曜サスペンス劇場（NTV）
  - 校内暴力殺人事件（1982年、プロジェクト・エー） - 矢部刑事
  - 家族の選択（1983年、三船プロ） - 金沢陽一
  - 妻の疑惑（1986年、東映） - 野沢剛造
  - 鉄の串（1986年、映像プロデュース） - 上杉守
  - 地方記者・立花陽介7 但馬城崎通信局（1996年、オセロット）
- 水曜ドラマスペシャル / 亜樹子・哀しみ色の罠（1986年、TBS / テレパック）
- 傑作時代劇 / しぶとい連中 美人母子の偽装心中（1987年、ANB / 東映）
- 名奉行 遠山の金さん 第1シリーズ 第1話「花吹雪一番手柄」（1988年、ANB / 東映） - 弥助
- TBS大型時代劇スペシャル 源義経（1990年、TBS / 東映）
- 東芝日曜劇場 / 冬のほとりで（1990年、CBC）
- 新春大型5時間時代劇スペシャル / 戦国最後の勝利者! 徳川家康（1992年、ANB / 東映）
- 月曜ドラマスペシャル / 湯けむり仲居純情日記4（1994年、TBS）
- ウルトラマンティガ（1996年 - 1997年、MBS / 円谷プロ） - サワイ・ソウイチロウ総監
- ウルトラマンダイナ 第33話「平和の星」、第51話「最終章III 明日へ…」（1998年、MBS / 円谷プロ） - サワイ・ソウイチロウ顧問（前総監）
- ドラマ30 / 蔵の宿（2000年、CBC / 名古屋東通）
- オヤジ探偵 第1シリーズ 第6話「銃弾の復讐! 狙われた女刑事」（2001年、ANB / 東映）
- 天国への階段 第1話「北海道…愛と復讐」、第12話「結婚・幸福の南の島へ」（2002年、YTV）
- はんなり菊太郎〜京・公事宿事件帳〜 第6話「旅立ち」（2004年、NHK） - 田所
- 月曜ゴールデン（TBS）
  - 十津川警部シリーズ50 消えたタンカー（2013年、テレパック） - 黒川秀隆
  - 釣り刑事5 二つの事件と二つの過去!?（2014年、G・カンパニー） - 浮き師・伊予助丸
- トクチョウの女〜国税局特別調査部〜（2017年3月4日、CX） - 恩田総一郎[1]

### 舞台
- 八代亜紀特別公演「北海おんな節」

### Vシネマ
- ケンカ包丁 義（2000年、東映ビデオ） - ヤクザの親分
- 実録・鉄砲玉 平成二年大阪山羽抗争勃発!（2001年） - 五代目山王会会長
- 実録・山陽道やくざ戦争 手打ち破り（2001年） - 広島 三代目侠栄会会長 矢田秀
- 実録・大阪やくざ戦争 報復（2002年、GPミュージアムソフト） - 関西親睦会 広島 三代目侠栄会会長 矢田秀
- 実録・史上最大の抗争 義絶状（2002年）全2作 - 山王会 南心会会長 大西和弘
  - 実録・史上最大の抗争 義絶状（2002年8月） - 三代目山王会若頭補佐
  - 実録・史上最大の抗争 義絶状2（2002年10月） - 四代目山王会舎弟頭(→四代目山王会会長代行)
- 修羅のみち2 - 4・9・10（2002年 - 2005年、東映ビデオ）- 関東共住会本部長・藤倉組組長 藤倉正敏
- 実録・関東やくざ戦争 修羅の盃（2003年、GPミュージアムソフト） - 錦城会大須賀一家総長 桜木一郎
- 首領への道23（2003年、GPミュージアムソフト） - 室井組組長 室井俊介
- 実録・北海道やくざ戦争 北海の挽歌（2003年） - 丸和会会長 山脇辰一
- 行動隊長伝 血盟（2003年、ケイエスエス）- 花山一家会長
- 修羅の門（2004年） - 二代目大政組組長 鹿島剛介
- 新・日本の首領（2004年、GPミュージアム） - 関東連盟副総裁・錦糸会会長 村雨剣次
- 桜の代紋 血の報酬（2005年、東映ビデオ） - 義道会会長 相馬
- 実録・関東やくざ抗争史 松田組（2005年） - 関東乙字家佐竹一家代表 芝上益久
- 誇り高き野望 2、3（2005年、アネック） - 尼崎 浦川組組長 浦川岩海
- 首領がゆく（2006年 - 2007年）全3作 - 二代目真侠組組長 城山真道
- 修羅の軍団（2006年）- 北条一家総長 北条多三郎
- 実録・広島極道抗争 佐々木哲夫の生涯（2006年、GPミュージアムソフト） - 海生真一
- 悪 WARU（2006年）
- 実録・東声会 初代・町井久之 暗黒の首領（2006年） - 真道会三代目会長 真壁重蔵
- 汚れた代紋（2007年） - 山堂会会長 綿引狂介
- 絶縁状（2007年） - 三代目山王会会長 竜造寺誠道
- 実録・九州やくざ抗争史 LB熊本刑務所 小倉戦争 完結編（2007年） - 桜木次郎
- 実録・山陰抗争 西日本暴力地帯（2007年） - 山浪組若衆頭 地曳行雄
- 実録・国枠 竜侠（2007年） - 元 大日本国枠理事長 房州屋二代目 梅田勘兵衛
- 極道の紋章 1 - 10（2007年 - 2009年） - 川谷組組長 川谷才蔵
  - 極道の紋章 外伝（2014年） - 川谷組組長 川谷才蔵
- 修羅之魂（2008年）全2作 - 横須賀 稲澤会 石木進
  - 修羅之魂1 侠客立志編（2008年） - 横須賀 稲澤会横須田一家五代目総長
  - 修羅之魂2 激動渡世編（2008年） - 稲澤会理事長
- 新・首領への道 1（2008年） - 初代鶴政組組長 鶴木政義
- 実録・若頭（2010年） - 三代目山神組組長
- 破門（2010年） - 矢島組組長 矢島正春
- 修羅を征く獅子1,2（2011年）全2作 - 堀内一家総長 桜沢皓市
- 修羅がごとく（2015年）
- 制覇10・11（2017年4月・6月） - 三代目中林一家総長 中林勝士郎（四代目総長中林豪士の父親）

### オリジナルビデオ
- ウルトラマンティガ外伝 古代に蘇る巨人（2001年） - オサ

### バラエティー・情報番組
- スター千一夜（CX）
- 底ぬけ脱線ゲーム（NTV）
- 今夜は最高!（NTV）
- 午後は○○おもいッきりテレビ（NTV）
- 連想ゲーム（NHK）
- クイズ面白ゼミナール（NHK）
- レディス4（TX）
- クイズ!脳ベルSHOW

## 音楽作品

### シングル
- 嘆きなさんなお嬢さん（1958年9月。テイチク C-4227。映画「俺らは流しの人気者」主題歌）
- 海の隼 c/w ヨットと青春（1959年。テイチク C-4267(SP)/NS-101(7インチ))
- 海は狂っている（1959年6月。テイチク C-4278(SP)/NS-122(7インチ)。B面は金子登美江「浪路はるかに」。映画「海は狂っている」主題歌）
- 純愛のブルース (1960年3月。テイチク NS-200。A面は石原裕次郎「夜の足音」)
- 忘れてないよ c/w 許してやるよ (1981年。東芝EMI TP-17161)
- 東京港（とうきょうみなと） c/w つれあい（2006年9月21日。フリーボード FBCM-50[1]）
- 浮世めおと草 c/w 夜霧の三叉路（2008年9月26日。フリーボード FBCM-75。A面は浅茅陽子とデュエット）

## 著書
- 『動かない手でVサイン－ガンで逝った妻、多香子に捧ぐ』（1989年、太田出版） - ※麻生死去の翌年に上梓された。
- 『平成忘れがたみ 映画俳優五十年』（2008年、たる出版）ISBN 4924713929